# Cletocamptus brevicaudata
Cletocamptus brevicaudata är en kräftdjursart som först beskrevs av Herrick 1895.  Cletocamptus brevicaudata ingår i släktet Cletocamptus och familjen Canthocamptidae. Inga underarter finns listade i Catalogue of Life.